# Pravo u 1630.
◄◄ | ◄ | 1627. | 1628. | 1629. | 1630.  | 1631. | 1632. | 1633. | ► | ►►
Arhitektura • Astronomija • Glazba • Kazalište • Kiparstvo • Knjige • Književnost • Kršćanstvo • Medicina • Politika • Pravo • Promet • Slikarstvo • Znanost
Pravo u 1630.

## Hrvatska i u Hrvata

### Događaji
- Unatoč lanjskoj odluci Hrvatskog sabora, hrvatski kralj Ferdinand II. izdao je Vlaški zakon (Statuta Valachorum).

## Vanjske poveznice
|  | Zajednički poslužitelj ima još gradiva o temi Pravo |